# Scala di Norton
La scala di Norton  è stata la prima scala di valutazione del rischio di insorgenza di lesioni da pressione ed è stata creata nel 1962, partendo dall'osservazione di 600 pazienti. È lo score più usato in Inghilterra ed uno dei più diffusi nel mondo.
L'indice di Norton è un sistema sensibile e facile da applicare, che prende in considerazione nel paziente quattro fattori: lo stato fisico generale, lo stato mentale, la motilità e l'incontinenza urinaria e fecale.
A ciascuno di questi fattori si deve attribuire un punteggio in base alla situazione o condizione del paziente. Il punteggio varia da 1 (situazione peggiore) a 4 (situazione ottimale, non a rischio).
Il rischio di sviluppare lesioni da decubito è lieve con un punteggio da 14 a 12. È elevato se è inferiore od uguale a 12. Il rischio diminuisce quasi linearmente con l'aumentare del punteggio.
È stata testata su soggetti anziani in ambiente ospedaliero, non esistono dati relativi di affidabilità, la versione originale non comprendeva le definizioni delle sue sottosezioni (Norton, Mc Laren e Exton-Smith, 1975).
Le successive modificazioni della scala di Norton hanno incorporato tali definizioni nel 1989; essa prende in considerazione cinque fattori di rischio:
- Le condizioni fisiche del paziente
- Lo stato mentale
- L'attività \ deambulazione
- La mobilità
- L'incontinenza

## Valutazione del rischio secondo la scala di Norton
Condizioni fisiche
Valutare i livelli di assistenza richiesti per attività di vita quotidiana (ADL), relativi a igiene, nutrizione e movimenti.
1. Pessime (totalmente dipendente nelle ADL)
2. Scadenti (è richiesta assistenza per molte ADL)
3. Discrete (richiede assistenza in qualche ADL)
4. Buone (abile nelle ADL)

Stato mentale
Valutare la capacità di rispondere alle domande relative al tempo, spazio e persone
1. Comatoso (risposta lenta o assente)
2. Confuso (Poco orientato nel tempo e nello spazio, risposta non precisa)
3. Apatico (necessita la ripetizione delle domande)
4. Lucido e orientato (orientato nel tempo e nello spazio, risposta rapida)

Attività e deambulazione
Valutare la capacità di camminare
1. Costretto a letto
2. Costretto su sedia (si muove e si sposta solo su sedia)
3. Cammina con aiuto (necessita l'aiuto di persone)
4. Autonomo (eventuale uso di presidi)

Mobilità
Valutare la capacità di controllare ed effettuare il movimento del corpo o parte di esso
1. Immobile (richiede totale assistenza nei movimenti delle estremità)
2. Molto limitata (richiede assistenza nei movimenti degli arti)
3. Poco limitata (usa e controlla gli arti con minima assistenza)
4. Completa (muove e controlla gli arti)

Incontinenza
Valutare la capacità di controllare l'eliminazione urinaria.
1. Doppia (totale incontinenza urinaria e fecale)
2. Abituale (incontinenza urinaria)
3. Occasionale (incontinenza occasionale, minore di 2 volte/die)
4. Assente (non incontinente di urine e/o feci. Può avere un catetere)

Ogni item è valutato da 1 a 4 secondo un livello di dipendenza decrescente
Il punteggio di massima indipendenza è uguale a 20. Il punteggio di massima dipendenza è uguale a 5
Il rischio è considerato presente a partire da un punteggio di 14; elevato a partire da 12; molto elevato a partire da 10.